# Chinaski

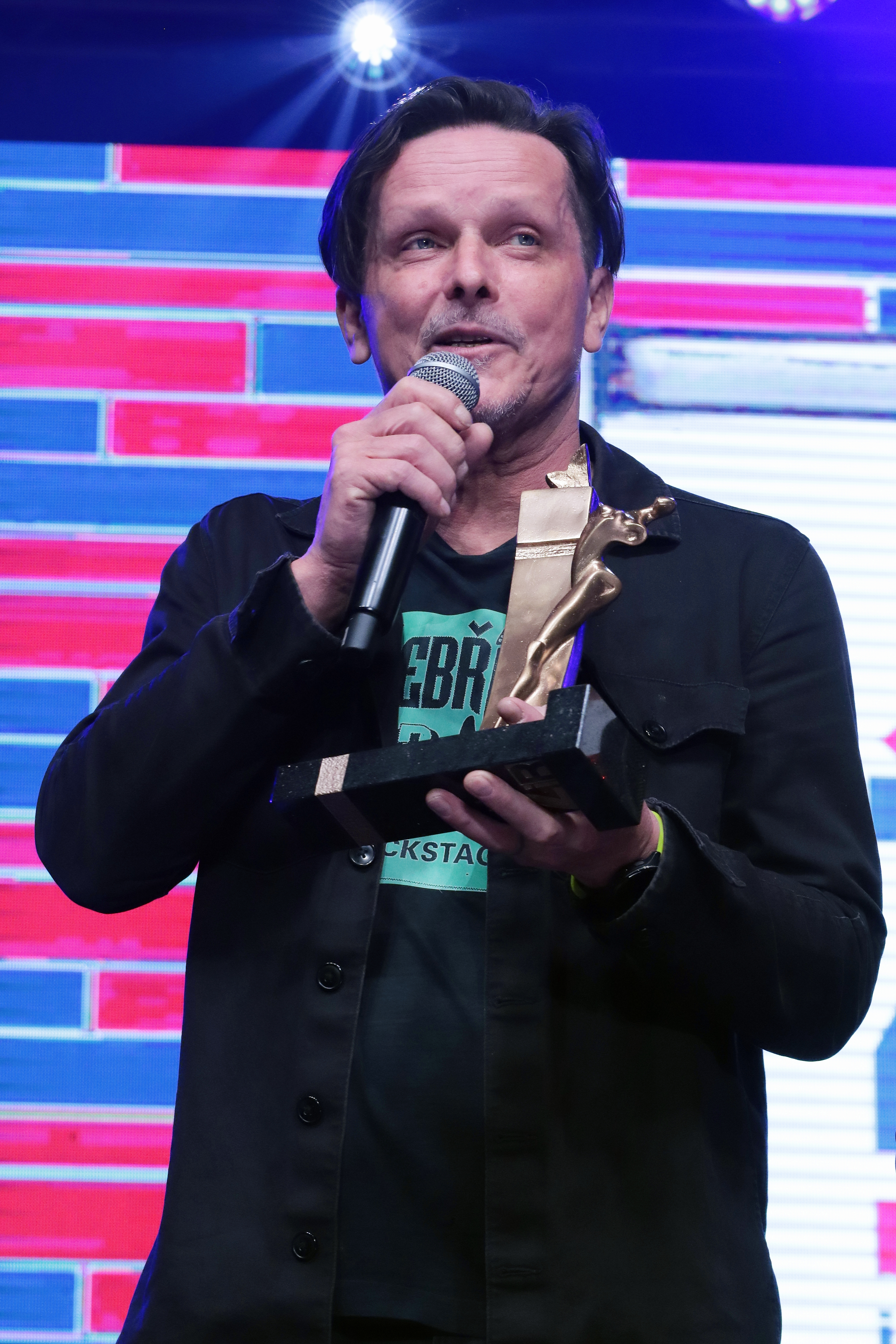
Frontman skupiny Chinaski Michal Malátný se zlatou cenou v kategorii Skupina roku na vyhlášení cen ankety Žebřík 2023 (5. 4. 2024).

Chinaski je česká pop-rocková skupina, která v letech 2005 a 2007 vyhrála cenu Anděl, udělovanou Akademií populární hudby a opakovaně se umisťovala na prvních třech příčkách v anketě Český slavík. Vznikla v roce 1987, nahrávat první písně začala v roce 1993.

## Historie
Skupina vznikla v roce 1987 jako Starý hrady, později ji však fanoušci spontánně přejmenovali na Starý hadry, dali ji dohromady Pavel Grohman a Michal Novotný (později Malátný). Do kapely v roce 1989 přišli dva spolužáci Michala Malátného z DAMU, Petr Rajchert, který působil v roli zpěváka po boku Malátného, a Jiří Seydler. Rok 1994 přináší kapele změny – pod vlivem Charlese Bukowského se podle jeho postavy přejmenovali na Chinaski a v roce 1995 vyšlo stejnojmenné debutové album (vydané společností KaB Music). V září téhož roku byl k písni „Pojď si lehnout“ natočen první videoklip skupiny. Jeho režie se ujal Jan Hřebejk.
Druhá deska Dlouhej kouř (1997), jejíž stejnojmenný singl byl tehdy nejhranější písní v rádiích, přinesla kapele velkou popularitu i několik nominací na Ceny akademie. V roce 1997 se točil druhý videoklip Chinaski „Podléhám“. Režie se tentokrát ujal Vladimír Michálek. 25. května 1998 obdržela skupina zlatou desku za 27 tisíc prodaných kusů alba Dlouhej kouř.
V dubnu roku 1999 vyšel pilotní singl z nové desky s názvem „1. signální“.

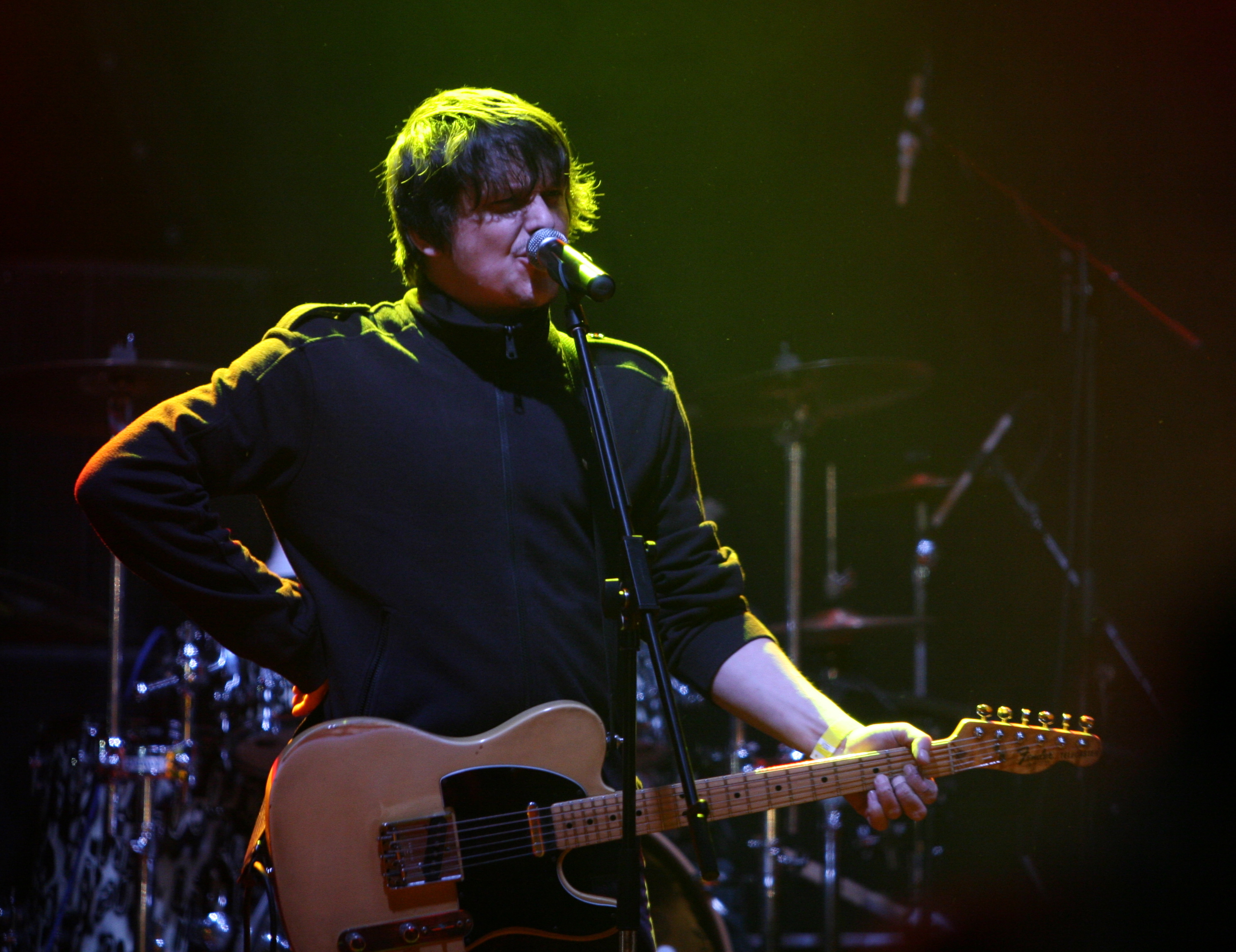
Michal Malátný

V roce 2000 odešel Petr Rajchert a za mikrofonem zůstal jen Michal Malátný. Skupina byla nominována na Výroční cenu České akademie populární hudby jako skupina roku, ale skončila těsně třetí. Chinaski natáčeli další desku, už čtvrtou v pořadí, pod názvem Na na na a jiné popjevky. Singl „Klára“ byl po prvním týdnu 14. nejhranější skladbou v českých rádiích.
V hlasování Cen Akademie obsadila skupina 2. místo za Monkey Business a před Lucií. Český Slavík 2001 – opět 5. místo, „Klára“ byla 7. nejhranější česká píseň uplynulého roku. V září roku 2002 vyšlo CD Originál křtěné lyžařkou Katkou Neumannovou a skupinou No Name. Singl „Můj svět“ byl na 1. místě v IFPI TOP 40 objevil se i animovaný videoklip písně „Můj svět“. Chinaski rozjeli koncertní šňůru, kterou dohromady vidělo téměř 43 tisíc diváků.
Originál se během dvou týdnů stal druhou nejprodávanější deskou v ČR. V prosinci téhož roku proběhl koncert Na vlastních nohou pro děti ze škol postižených letními povodněmi. Nový singl „Láskopad“ zajistil českou mediální kuriozitu – dva singly Chinaski v TOP 20. V prosinci 2002 došlo k předání zlaté a platinové desky. V anketě Český Slavík skupina obsadila opět páté místo.
„Láskopad“ byl v lednu 2003 sedmou nejhranější českou písní. Na hudebních cenách Anděl 2003 Chinaski zvítězili v kategorii píseň roku s hitem „1970“. Připravovalo se vydání desky Best of… a prosazoval se i singl „Dobrák od kosti“. V období červenec–srpen pokračovala festivalová vystoupení zahrnující i výlet do USA do Chicaga. V září vrcholily letní koncerty – skupina vystoupila v amfiteátru na zámku Konopiště společně s Lenkou Dusilovou a hudebním projektem Maya. V říjnu vyšel výběr pod názvem Premium 1993–2003, který byl pokřtěný v Lucerna Music Baru. V anketě Český Slavík 2003 Chinaski bodovali čtvrtým místem.

### Premium 1993–2003
Píseň „1970“ se objevuje na špici žebříčku IFPI. V březnu 2004 začíná turné Premium Best of koncertem v Ústí nad Labem. Jedná se o největší šňůru v historii kapely, objíždějí se pouze velké sportovní haly, účinkuje také slovenská předkapela Peha. Koncerty jsou obohaceny o projekci a světelnou show. V dubnu končí turné koncertem v Chomutově a vychází nový singl „Možná“. V období červen–srpen probíhá letní šňůra open air koncertů a vystoupení na festivalech.
V listopadu vycházejí dětské Autopohádky, jejichž autorem je Jiří Marek, a jejichž výroby se kromě Chinaski účastnili i Jiří Lábus a Lucie Bílá. To vše proběhlo pod taktovkou Jana Jiráně. Deska obsahuje tři pohádky, namluvené členy kapely a zmíněnými hosty, a také 8 nových písní. 15. listopadu vychází DVD Docela vydařenej den, mapující jarní Premium Best of turné a představuje členy kapely v jiném světle než jsme byli doposud zvyklí a navíc vychází nový singl „Láska a jiná násilí“. 9. prosince probíhá křest obou nových desek v pražské Lucerně. Český Slavík 2004 přináší historický úspěch, 2. místo v kategorii skupina roku a 27. místo Michala Malátného v kategorii zpěvák roku.

### Music Bar
V lednu 2005 skupina proměňuje dvě nominace ze čtyř na hudebních cenách Allianz Deska roku. V březnu začíná turné k desce Autopohádky. Chinaski získávají některé České internetové hudební ceny: vítězství v kategoriích kapela, DVD a web roku ceny časopisu iReport Žebřík 2005. Připravuje se nová deska. Singl „Tabáček“ se pouhý měsíc od vydání stal nejhranější písní v českém éteru. V září 2005 vyšlo v pořadí šesté řadové album Chinaski s názvem Music Bar. Pouhý den po oficiálním uvedení na trh se album stalo s více než třiadvaceti tisíci prodanými nosiči platinovým, po pouhém týdnu se stala nejprodávanější deskou v ČR. Tato deska a píseň „Tabáček“ obsadila první místa v několika hitparádách.
V listopadu startuje zatím největší turné v historii skupiny Chinaski, které vrcholí koncertem v pražské Tipsport aréně (tehdejší T-Mobile Aréna). Turné Music Bar Tour vidělo odhadem přes 70 000 diváků. Host turné Zuzana Smatanová získává slovenského Zlatého slavíka. 10. prosince 2005 získávají zlatého Českého slavíka i Chinaski.
30. ledna 2006 se album Music Bar stalo nejprodávanější deskou roku 2005: 57 506 kupujících. Chinaski tak vyhráli nejen v kategorii hudebních skupin, ale i v celkovém pořadí prodejnosti za rok 2005. V únoru jsou nominováni na výroční ceny akademie populární hudby: v kategoriích Skladba roku, Skupina roku a Nejlepší rocková deska. Music Bar vychází pod názvem Movie Bar doplněný o DVD se záznamem Music Bar Tour a spoustu bonusového materiálu.
V květnu skupina vyráží na Chinaski Music Bar Tour po Slovensku, hostem je skupina Cirkus. Chinaski pak odlétají na dvoutýdenní turné po USA. V září se píseň „Vedoucí“ stala absolutně nejhranější písní v českém rozhlasovém éteru. Chinaski opět vyrazili do Londýna, aby 28. října vystoupili ve vyprodaném klubu Cargo. 21. října pokřtili Chinaski mládě žirafy v pražské ZOO. Začíná Chinaski Music Club Tour – turné po těch nejlepších českých klubech. Posledního chybějícího Slavíka si Chinaski doplnili do sbírky 9. prosince 2006, kdy získali bronzového Českého slavíka v kategorii skupin. Po Vánocích skupina opět odletěla do USA, kde bylo naplánováno další americké klubové miniturné.

### 2007–2014

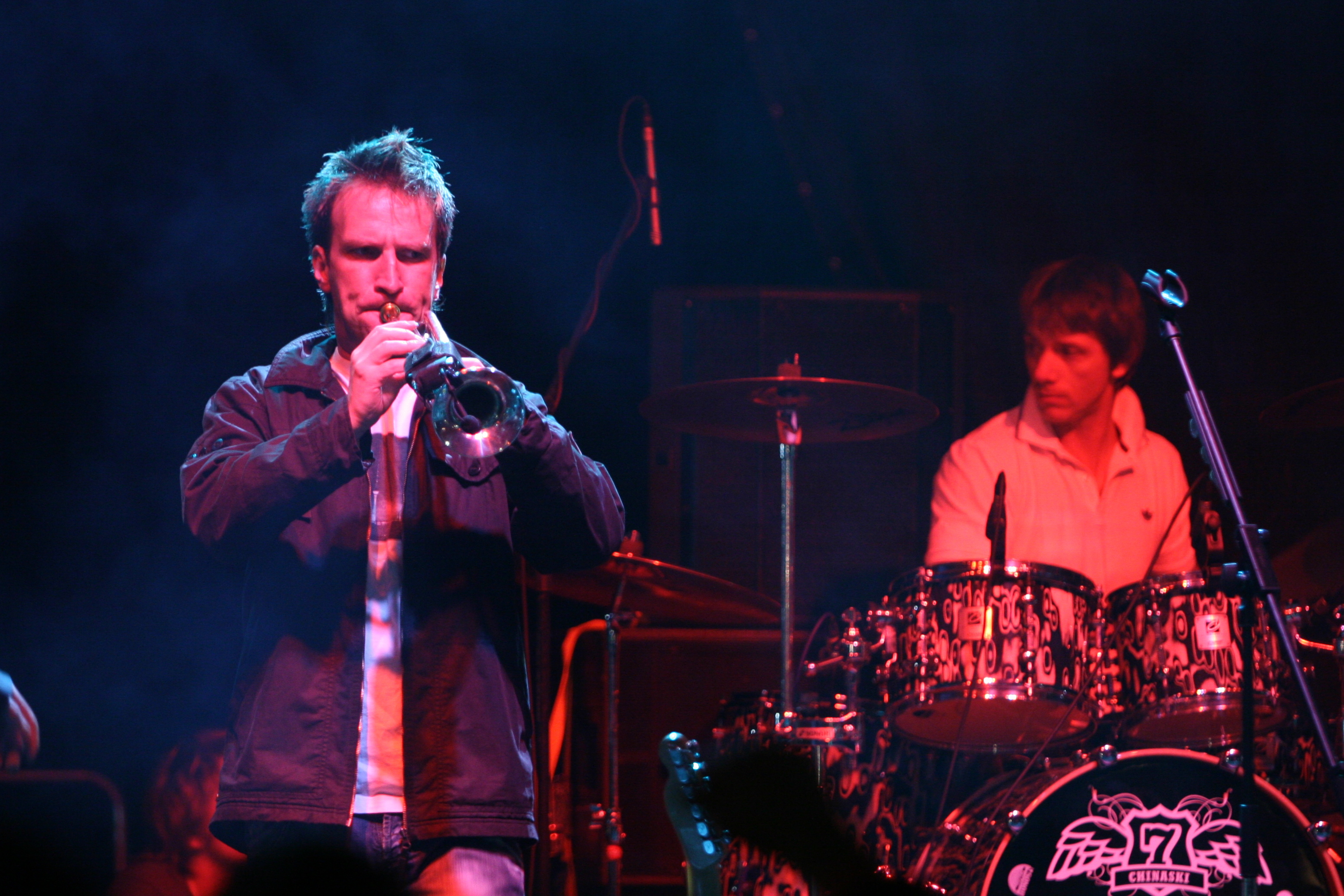
Petr Kužvart a Pavel Grohman na koncertu v dubnu 2008

Rok 2007 zahájili Chinaski koncertem v Chicagském Euro Clubu, na kterém jako host vystoupila i Zuzana Norisová. Se svým klipem Vedoucí bodují Chinaski v hitparádě MTV European’s World Chart Express. V cenách Akademie populární hudby „Deska roku 2006“ Chinaski získali cenu pro nejhranějšího interpreta v českých rádiích. 3. dubna kapela získala cenu Anděl v kategorii Skupina roku. Vrcholí přípravy na natáčení nové desky s pracovním názvem 07 (jde o sedmou řadovou desku v diskografii Chinaski). Celkově je připraveno 36 písní, ze kterých do finále postupuje šestnáct.
7. července 2007 v 7:07 odvysílala Evropa 2 v premiéře nový singl „Zadarmo“. První týdny vysílání doprovázela kuriózní situace, kdy naprosto běžné slovo „jebe“ podlehlo cenzuře a bylo „vypípáno“. Startuje i nový oficiální fanklub Chinaski. Chinaski vystupují na českých a slovenských festivalech, mj. na Rock for People v Hradci Králové. Po několika týdnech se singl Zadarmo stává nejhranější českou písní v rádiích. 17. září 2007 vyšlo nové album s názvem 07. Za týden kapela získala za toto album platinovou desku. V listopadu a prosinci se kapela vydala na halové turné. Na tomto turné byly použity různé vychytávky; např. interaktivní scéna, ze které si mohly fanoušci pomocí Bluetooth před koncertem stáhnout vyzvánění, obrázky a jiné podobné věci do svých mobilních telefonů. Jako předkapely vystoupily Another Way a slovenští Desmod.
Na konci března 2008 kapela odletěla do Košic, kde zahájila turné se skupinou Desmod. Během jara natáčela album v podobě pohádek pro děti Autopohádky 2.
25. července 2008 přišla tragická událost, když na motorce havaroval a následně zemřel bubeník a textař Pavel Grohman. Kapela zrušila do odvolání veškeré koncerty. Na konci srpna ve studiu dokončila Autopohádky 2 a následně oznámila turné, kde na bicí zahrál David Koller. Mimo jiné kapela zkoušela s novým bubeníkem, kterým se stal Otakar Petřina mladší pod pseudonymem Marpo. V říjnu vyšly Autopohádky 2 a DVD Když Chinaski tak naživo.
V dubnu 2010 kapela odletěla do Spojených států, kde absolvovala miniturné a kde se seznámila s producentem Simonem Sidim, který je odborníkem na pódiový design, a domluvila si s ním spolupráci na podzimní turné. Po návratu z USA začala kapela nahrávat novou desku. Deska byla pojmenovaná Není na co čekat a vyšla v září. 28. září měla kapela vyjet na turné, ale kvůli operaci Michala Malátného musely být první dva koncerty přesunuty. Turné tedy začalo 7. října v Liberci a navštívilo šest českých měst.
V září 2013 vydala kapela výběr pod názvem 20 let v síti, které se úspěšně drželo a předních příčkách v prodeji. 6. února 2014 oslavila kapela 20 let své existence obřím koncertem v O2 aréně a také objela množství koncertů a festivalů. V létě vydala singl „Léto lásky“, ve kterém kromě kapely účinkovali i Slza, Xindl X a Miro Žbirka.
V roce 2014 kapela vydala album Rockfield. Singl „Víno“ byl použit jako znělka seriálu Vinaři vysílaného na Primě.

### 2015–2017
Roku 2015 se pro kapelu nic významného neudálo, objeli několik koncertů a festivalů. O rok později absolvovali malou koncertní šňůru, kterou pomyslně zakončili říjnovým vystoupením v O2 aréně na koncertě Český mejdan s Impulsem, kde účinkovali umělci jako Karel Gott, Lucie Bílá, Michal David, Dalibor Janda, Kabát a další. Po vánočních koncertech vyhlásila kapela roční pauzu na natáčení nové desky.
V roce 2017 vydala kapela novou desku Není nám do pláče, která slavila velký úspěch. Na podzim vyhlásila halové turné, které završila 16. listopadu ve vyprodané O2 aréně velmi úspěšným koncertem. Ve stejném se umístila na třetím místě ankety Český slavík v kategorii kapela roku.

#### Rozpad dlouholeté sestavy
Jen tři dny po vyprodaném koncertu v O2 areně oznámili dne 19. listopadu 2017 Michal Malátný a František Táborský konec dlouholeté sestavy. Ve skupině zůstali pouze tito dva jmenovaní, ostatní čtyři členové – Štěpán Škoch, Ondřej Škoch, Petr Kužvart a Otakar Petřina jr – skupinu opustili. V kompletní sestavě zahráli naposledy 18. prosince 2017 pro nadační fond dětské onkologie Krtek. Dle oficiálního vyhlášení skupiny se hudebníci nerozcházejí ve zlém; jako důvod skupina uvedla ztrátu „vnitřní chemie“ mezi členy. Nová sestava byla oznámena na začátku roku 2018; post bubeníka obsadil Lukáš Pavlík, baskytaristy Tomi Okres a klávesistou se stal Jan Steinsdörfer.

### 2018–současnost
Během roku 2018 objela kapela velké množství koncertů a také letních festivalů, přičemž získala několik ocenění za prodej desky Není nám do pláče. V roce 2019 vystoupila kapela na festivalu Benátská!
4. října 2019 v 11:11 představila kapela Chinaski své jedenácté album s názvem 11.
V říjnu 2022 vydala kapela album s názvem Frihet (v českém překladu „Svoboda“), které bylo natáčeno v Norsku.

## Nástrojové obsazení
- Michal Malátný – kytara, zpěv
- František Táborský – sólová kytara, zpěv
- Jan Steinsdörfer – klávesy
- Tomi Okres – basová kytara
- Lukáš Pavlík – bicí

## Diskografie
Řadová alba:
- Chinaski (1995)
- Dlouhej kouř (1997)
- 1. signální (1999)
- Na na na a jiné popjevky (2000)
- Originál (2002)
- Music Bar (2005)
- 07 (2007)
- Není na co čekat (2010)
- Rockfield (2014)
- Není nám do pláče (2017)
- 11 (2019)
- Frihet (2022)

Kompilace, koncerty, video, mluvené slovo:
- St. Hadry – Pra Chinaski (1997), KaB Music
- Premium 1993–2003 (2003)
- Autopohádky (2004)
- Docela vydařenej den (2004) filmový dokument
- Movie Bar (2006) DVD
- Když Chinaski tak naživo (2008) CD+DVD
- Autopohádky 2 (2008)
- Sekec Mazec (2009) 7*CD
- Písničky z filmu Autopohádky (2011) DVD
- 20 let v síti – Best of (2013)
- Love Songs (2018)
- Na vlnách spolu, tělem i duší – Best of (2022)